# Rancho Abajo
Rancho Abajo är en ort i Mexiko.   Den ligger i kommunen Tantima och delstaten Veracruz, i den sydöstra delen av landet, 270 km nordost om huvudstaden Mexico City. Rancho Abajo ligger 33 meter över havet och antalet invånare är 383.
Terrängen runt Rancho Abajo är platt. En vik av havet är nära Rancho Abajo åt nordost. Runt Rancho Abajo är det ganska tätbefolkat, med 166 invånare per kvadratkilometer. Närmaste större samhälle är Naranjos, 13,1 km sydväst om Rancho Abajo. Trakten runt Rancho Abajo består till största delen av jordbruksmark.